# Francisco David González Borges
Francisco David González Borges (Las Palmas de Gran Canaria, 25 d'agost de 1981) és un futbolista professional canari que juga com a migcampista.